# Ржешевский, Олег Александрович
Оле́г Алекса́ндрович Ржеше́вский (16 апреля 1924, Ленинград, СССР — 9 марта 2019, Москва, СССР) — советский и российский историк.  Доктор исторических наук (1977), профессор. Научный руководитель Центра истории войн и геополитики Института всеобщей истории РАН, президент Ассоциации историков Второй мировой войны. Заслуженный деятель науки РСФСР (1991). Действительный член РАЕН, член научного совета Российского военно-исторического общества. Полковник запаса.

## Биография
Родился 16 апреля 1924 года в Ленинграде в семье кинодраматурга Александра Георгиевича Ржешевского и геолога Елены Ивановны Смоленковой. Участник Великой Отечественной войны.
В 1942—1948 годах — курсант, летчик-инструктор Чугуевского авиаучилища. В 1948—1953 годы — слушатель Военного института иностранных языков. Затем служил в Группе Советских войск в Германии.
В 1964—1979 годах — старший научный сотрудник, начальник отдела военной истории капиталистических стран, начальник Управления зарубежной военной истории Института военной истории Министерства обороны СССР.
В 1977 году в Институте военной истории Министерства обороны СССР защитил диссертацию на соискание учёной степени доктора исторических наук по теме «Война и история: (Буржуазная историография США о Второй мировой войне)».
В 1979—1998 годах — заведующий сектором, научный руководитель Центра истории войн XX века Института всеобщей истории РАН.
Президент Российской ассоциации историков Второй мировой войны, вице-президент Международного комитета истории Второй мировой войны, член совместной комиссии историков Германии и России. Входил в состав редакционной коллегии журнала «Вопросы истории».
Скончался 9 марта 2019 года в Москве на 95-м году жизни.

## Награды
Награждён орденом Трудового Красного знамени (1983), орденом Почёта (2016), медалью За Победу над Германией (1946), медалью За боевые заслуги (1952), знаком Министерства иностранных дел Российской Федерации «За вклад в международное сотрудничество» (2014), многими медалями.

## Научные труды
Автор около 200 научных публикаций.

### Монографии
- Белащенко Т. К., Ржешевский О. А. Армия США как она есть / Под общ. ред. ген.-майора А. М. Шевченко. — М.: Воениздат, 1968. — 208 с.
- Пoздеева Л. В., Ржешевский О. А. Канада в годы второй мировой войны / отв. ред. О. А. Ржешевский; АН СССР, Ин-т всеобщ. истории. — М.: Наука, 1986. — 336 с.
- Ржешевский О. А. Война и история: Буржуазная историография США о Второй мировой войне. — 2-е изд., доп. и перераб. — М.: Мысль, 1984. — 333 с.
- Ржешевский О. А. Вторая мировая война: мифы и реальность. — М.: Прогресс, 1984. — 279 с.
- Кульков Е. Н., Ржешевский О. А., Челышев И. А. Правда и ложь и Второй мировой войне / Под ред. О. А. Ржешевского. — 2-е изд., доп. — М.: Воениздат, 1988. — 296 с. ISBN 5-203-00243-6
- Ржешевский О. А. Война и дипломатия : Документы, комментарии (1941-1942) / Рос. акад. наук, Ин-т всеобщ. истории, Ассоц. историков второй мировой войны. — М.: Наука, 1997. — 288 с. ISBN 5-02-008559-6
- Ржешевский О. А. Сталин и Черчилль. Встречи. Беседы. Дискуссии: Документы, комментарии, 1941—1945. — М.: Наука, 2004. — 564 с. ISBN 5-02-009821-3
- Ржешевский О. А., Кульков Е. Н., Мягков М. Ю. Всё о Великой войне / под ред. О. А. Ржешевского. — М.: Эксмо: Алгоритм, 2010. — 255 с. (Солдаты Победы). ISBN 978-5-699-41647-9
- Ржешевский О. А. Сталин и Черчилль. — М.: Эксмо, 2010. — 335 с. (Загадка 37 года). ISBN 978-5-699-39804-1
- Великая Отечественная война: юбилейное издание: 65-летию Великой победы посвящается / авт.-сост. О. А. Ржешевский, Ю. А. Никифоров. — М.: ОЛМА Медиа Групп, 2010. — 623 с. ISBN 978-5-373-03105-9
- Кульков Е. Н., Ржешевский О. А., Мягков М. Ю. Война 1941-1945 гг.: факты и документы. — М.: ОЛМА Медиа Групп, 2011. — 495 с. ISBN 978-5-373-03955-0
- Великая Отечественная война: 68-летию Великой победы посвящается / авт.-сост. О. А. Ржешевский, Ю. А. Никифоров. — М.: ОЛМА Медиа Групп, 2013. — 447 с. (Великая Россия).; ISBN 978-5-373-04948-1
- Ржешевский О. А. Сталин, Рузвельт и Черчилль. Встречи. Беседы. 1941-1945 г. — М.: Родина, 2020. — 351 с. (Советский век). ISBN 978-5-907332-02-7

### Статьи
- Самсонов А. М., Ржешевский О. А. О коренном переломе во второй мировой войне // Вопросы истории. — 1987. — № 4. — С. 70‒81.
- Ржешевский О. А. Взять Берлин! Новые документы // Новая и новейшая история. — 1995. — № 4. — С. 158‒167.
- Ржешевский О. А. Секретные военные планы У. Черчилля против СССР в мае 1945 г. // Новая и новейшая история. — 1999. — № 3. — С. 98‒123.
- Ржешевский О. А. Операция «Толстой». Визит У. Черчилля в Москву в октябре 1944 г. // Новая и новейшая история. — 2003. — № 5. — С. 104‒122; № 6. — С. 121‒153.
- Ржешевский О. А., Суходеев В. В. Маршал А. М. Василевский и дело всей его жизни // Новая и новейшая история. — 2005. — № 3. — С. 3‒15.
- Ржешевский О. А. Перед великим испытанием // Новая и новейшая история. — 2010. — № 3. — С. 3‒21.
- Ржешевский О. А. Тегеран-43 // Новая и новейшая история. — 2013. — № 6. — С. 3‒21.